# ピカチュウのドキドキかくれんぼ
『ピカチュウのドキドキかくれんぼ』は、2001年に『劇場版ポケットモンスター セレビィ 時を超えた遭遇』と共に上映された『ポケットモンスター』の短編映画である。

## 概要
短編作品第4弾。本作からサトシたちが登場しなくなる。この作品で公開翌年の『ポケットモンスター ルビー・サファイア』の発売に先駆けてカクレオン、ルリリ、ホエルコが初登場する。

## あらすじ
海辺のお屋敷で、かくれんぼを始めたピカチュウたち。しかし仲間に入れないヨーギラスが蹴った石が命中した芝刈り機が起動し始めることから事態は一変する。

## キャスト
- ピカチュウ - 大谷育江
- トゲピー - こおろぎさとみ
- ベイリーフ - かないみか
- ヒノアラシ - うえだゆうじ
- ワニノコ - 西村ちなみ
- フシギダネ - 林原めぐみ
- コダック - 愛河里花子
- ニャース - 犬山犬子
- ヨーギラス - 田中真弓
- カクレオン - 高戸靖広
- グランブル - 龍田直樹
- ルリリ - 川田妙子
- キマワリ - 冬馬由美
- ナゾノクサ - 小桜エツ子
- ドンファン - 志村知幸
- サンド - 櫻井孝宏
- ナレーター - 遠藤久美子

## スタッフ
- 原案 - 田尻智
- アニメーション監修 - 小田部羊一
- エクゼクティブプロデューサー - 久保雅一、川口孝司
- プロデューサー - 吉川兆二、松迫由香子、盛武源
- アニメーションプロデューサー - 奥野敏聡、神田修吉
- キャラクター原案 - 杉森建、藤原基史、森本茂樹、吉田宏信、太田敏、にしだあつこ、斎藤むねお、吉川玲奈、奥谷順
- キャラクターデザイン - 松原徳弘、一石小百合、近永健一
- 総作画監督 - 一石小百合
- 作画監督 - 高橋英吉
- 美術監督 - 小林七郎
- 撮影監督 - 白井久男
- 音楽 - 多田彰文
- 音楽プロデューサー - たなかひろかず
- 音響監督 - 三間雅文
- 音響プロデューサー - 南沢道義、西名武
- 制作 - 小学館プロダクション
- アニメーション制作 - OLM
- 監督 - 湯山邦彦
- 製作 - 河井常吉、君島達巳、富山幹太郎、芳原世幸、宮川鑛一、福田年秀、八木正男、ピカチュウプロジェクト2001

## 主題歌
オープニングテーマ「かくれんぼ」
作詞 - 川村恵里加、作曲 - たなかひろかず、歌 - Whiteberry
エンディングテーマ「まなつのだいさくせん!」
作詞 - 戸田昭吾、作曲・編曲 - たなかひろかず、歌 - 遠藤久美子
エンディングアニメーションはクレイアニメとなっている。なお、前作まではイラスト、次作以降は通常のアニメーションとなっている。

## 受賞歴
- 第19回ゴールデングロス賞優秀銀賞[1]